# Schlacht bei Winterthur (919)
In der Schlacht bei Winterthur im Jahre 919 unterlag König Rudolf II. von Hochburgund, der seine Herrschaft bis in den Thurgau auszudehnen suchte, dem Herzog Burchard II. von Schwaben.

Alamannien und Hochburgund im 10. und 11. Jahrhundert

Rudolf II. war bestrebt, sein Reich im Nordosten zu erweitern. Dabei nutzte er die Turbulenzen und Rivalitäten im benachbarten Herzogtum Schwaben, wo im ersten Viertel des 10. Jahrhunderts die Adelsgeschlechter der Ahalolfinger und der Burchardinger um die Vorherrschaft stritten. Nach der Hinrichtung des Ahalolfinger-Herzogs Erchanger im Jahre 917 erhob sich Burchard II., Sohn des 911 hingerichteten Herzogs Burchard I., nahm alle Besitztümer Erchangers an sich und wurde als Herzog in ganz Schwaben anerkannt.
Burchard II. sah sich daraufhin den aggressiven Expansionsbestrebungen Rudolfs II. von Hochburgund ausgesetzt. Dieser hatte die Pfalz in Zürich in seine Gewalt gebracht und drängte von dort in den Thurgau und das Bodenseegebiet. Bei Winterthur kam es im Jahre 919 zur Schlacht. Mit seinem Sieg gelang es Herzog Burchard, die Gebietsansprüche Rudolfs II. abzuwehren. Die Niederlage kostete Rudolf den Thur- und den Zürichgau.
Um sich auch im Reich abzusichern, erkannte Burchard noch im gleichen Jahr den neugewählten ostfränkischen König Heinrich I. an, und dieser übergab Burchard das in Schwaben befindliche Fiskalgut sowie weitreichende Rechte über Bistümer und Reichsklöster.
Im Jahre 922 wurde auch der Konflikt mit Rudolf II. endgültig beigelegt, als Burchard II. seine Tochter Berta mit Rudolf verheiratete und ihm das Land westlich der Reuss und südlich des Rheins, im Wesentlichen also den Aargau, abtrat und Rudolfs Bruder Ludwig zum Grafen im schwäbischen Thurgau machte. Die Grenze zwischen Schwaben und Hochburgund wurde durch die Linie Huttwil-Aarwangen-Basel definiert.